# Benzocyclobuteen
Benzocyclobuteen of BCB is een polycyclische aromatische koolwaterstof met als brutoformule C8H8. Structureel gezien bestaat de verbinding uit een gefuseerde benzeen- en cyclobutaanring.

## Toepassingen
Benzocyclobuteen wordt vaak gebruikt om lichtgevoelige polymeren te maken. Op BCB gebaseerde polymeren kunnen worden toegepast in onder andere wafers van micro-elektromechanische systemen (MEMS) en micro-elektromechanische processors.